# Fırat Arslan
Fırat Arslan (* 28. September 1970 in Friedberg) ist ein deutscher Boxer. Er war 2007/08 regulärer Weltmeister der WBA im Cruisergewicht.

## Herkunft
Arslans Eltern wanderten mit ihren fünf Kindern aus der Türkei nach Deutschland aus, wo Fırat als sechstes Kind geboren wurde. Seine Eltern trennten sich, als er zehn Jahre alt war, Fırat blieb mit zwei Brüdern bei der Mutter in Süßen. Er machte eine Ausbildung zum Konstruktionsmechaniker.

## Karriere
Fırat Arslan begann im Alter von 18 Jahren mit dem Boxen. Im Jahr 1994 nahm er die deutsche Staatsbürgerschaft an. Als Amateur wurde er mehrfach Baden-Württembergischer Meister. Sein Profidebüt gab er im Januar 1997 in Stuttgart. Bis zum Jahr 2005 trainierte er ohne eigenen Trainer und bis zum Jahr 2007 auch ohne Management.
Arslan gewann seine ersten 13 Kämpfe, bevor er 2000 gegen den Simbabwer Collice Mutizwa verlor. Mutizwa hatte zu diesem Zeitpunkt von seinen vier Profikämpfen nur einen gewinnen können. Im nächsten Kampf boxte Arslan am 19. Mai 2001 gegen Rüdiger May um die Deutsche Meisterschaft. Auch in dieser Begegnung unterlag er nach Punkten.
2003 gelang ihm ein Unentschieden gegen den damals noch ungeschlagenen Russen Wadim Tokarew, der ihm dabei den Kiefer brach. Wenig später musste Arslan jedoch in Prag, von einer Krankheit geschwächt, gegen den Tschechen Luboš Šuda seine dritte Niederlage hinnehmen. Im März 2004 konnte er durch einen vorzeitigen Sieg über Marco Heinichen den vakanten deutschen Meistertitel gewinnen, im Juli desselben Jahres sicherte er sich den EU-Titel.
Erst im Jahre 2005 trainierte er erstmals mit einem eigenen Trainer. Mit dem Boxer Luan Krasniqi, mit dem er zuvor bereits gemeinsam trainierte, verbindet ihn eine Freundschaft. Dieser wachsenden Freundschaft hat es Arslan auch zu verdanken, dass er im Jahr 2007 einen Management-Vertrag mit dem Boxstall Universum Box-Promotion erhielt.
In einem Ausscheidungskampf der WBA gewann er am 28. Oktober 2006 gegen den bis dahin ungeschlagenen Russen Grigory Drozd und qualifizierte sich somit für einen Titelkampf in diesem Verband. Am 16. Juni 2007 bezwang er vor 7000 Zuschauern im Budapester SYMA – Sport & Leisure Center den Russen Waleri Brudow in 12 Runden nach Punkten und sicherte sich damit den Titel des WBA-Interims-Weltmeisters, den zuvor Brudow innehatte. Damit erlangte Arslan das Recht, um den Weltmeistertitel zu kämpfen. Am 24. November 2007 besiegte Arslan den mehrmaligen Weltmeister und bisherigen Titelträger Virgil Hill aus den USA vor 4500 Zuschauern in der ausverkauften Freiberger Arena in Dresden einstimmig nach Punkten (118:110, 116:113, 117:111) und war somit regulärer WBA-Weltmeister im Cruisergewicht. Am 3. Mai 2008 verteidigte er seinen Titel gegen den US-Amerikaner Darnell Wilson in Stuttgart. Diesen Kampf gewann er ebenfalls einstimmig nach Punkten (117:111, 117:111, 117:111). Seine zweite Pflichtverteidigung am 27. September 2008 in Hamburg gegen Guillermo Jones endete mit der Niederlage durch technischen K.O. in der zehnten Runde. Arslan musste bereits zu Beginn des Kampfes zahlreiche Schläge einstecken, die trotz der Doppeldeckung nicht wirkungslos blieben. Da er schwer gezeichnet war, brach der Ringrichter den Kampf ab.
Aufgrund eines Fahrradunfalls im Juni 2009 musste Firat fast ein Jahr pausieren. Am 3. Juli 2010 boxte er in Stuttgart um die Interims-Weltmeisterschaft der WBA gegen den Franzosen Steve Herelius. Er verlor am Ende der vorletzten Runde, als er aufgrund der in der Halle herrschenden Temperaturen von teils 40 Grad einen Kreislaufzusammenbruch erlitt. Bis dahin hatte er punktemäßig deutlich in Führung gelegen und seinen Gegner bereits an den Rand eines Niederschlages gebracht. Bereits einen Tag später wurde er wieder aus dem Klinikum entlassen.
Am 1. April 2011 besiegte Arslan Michal Bilak in Berlin durch technischen KO. Am 15. Juli 2011 gewann er in der EWS Arena in Göppingen seinen zweiten Kampf gegen Luboš Šuda durch technischen KO in der fünften Runde, womit er sich die internationale IBF-Meisterschaft sicherte. Für seinen ehemaligen Boxstall Universum bestritt Arslan am 28. Januar 2012 im Hamburger Grand Elysée seinen nächsten Kampf gegen Orlando Antonio Farias, den er durch technischen KO in der zweiten Runde gewann. Am 11. Mai 2012 boxte er in Göppingen gegen den EBU-Europameister und ehemaligen Amateur-Weltmeister Alexander Alexejew. Der Kampf endete unentschieden. Am 3. November 2012 kämpfte Arslan in Halle (Westf.) gegen den amtierenden WBO-Weltmeister im Cruisergewicht Marco Huck und unterlag nach Punkten (115:113, 115:113, 117:111) einstimmig. Im Rückkampf am 25. Januar 2014 verlor er in der sechsten Runde durch technischen KO.
Am 16. August 2014 verlor Arslan in Erfurt nur knapp gegen Yoan Pablo Hernández im IBF-WM-Kampf. Im darauf folgenden Jahr folgten zwei Kämpfe, einer davon ausgerichtet von der WBC, die er für sich entschied. Im Jahr 2016 folgten abermals zwei Kämpfe, die er gewann, einer davon ausgerichtet von der WBO. Die Siegesserie konnte er auch im Jahr 2017 mit drei gewonnenen Kämpfen fortsetzen, darunter war die Titelverteidigung des WBO-Titels aus dem vorherigen Jahr. Daran anknüpfende drei weitere Kämpfe gewann er auch im Jahr 2018, darunter ebenfalls die vorzeitige Verteidigung des WBO-Titels, sowie die Verteidigung des GBU-Titels, den er im selben Jahr gewann. Das Jahr 2018 schloss er mit einem Unentschieden ab, bei dem er den WBO-Titel zu verteidigen hatte.
Das Jahr 2019 begann für Arslan mit einem frühzeitigen Sieg und der Titelverteidigung der GBU. Es folgten im selben Jahr noch zwei weitere Kämpfe für den damals 47-Jährigen, die er ebenfalls frühzeitig für sich entschied. Im Februar 2020 fordert er mit einem Kampf gegen Kevin Lerena den Titelträger der IBO in seiner Gewichtsklasse heraus und verlor nach einem regelwidrigen Handtuchwurfs seines Promoters.
Am 21. Oktober 2023, im Alter von 53 Jahren, schlug Arslan den Bosnier Edin Puhalo im Kampf um die Gold World Championship, einen nachrangigen Weltmeisterschaftstitel der WBA, durch technischen KO in der sechsten Runde. Damit löste er Bernard Hopkins als bis dahin ältesten Boxweltmeister ab. Mit diesem Kampf verabschiedete er sich vor heimischem Publikum, bestritt aber im Oktober 2024 einen weiteren Kampf.

### Erfolge
- WBA-Gold-Titel im Cruisergewicht 2023
- WBA-Weltmeister im Cruisergewicht 2007–2008
- WBA-Interims-Weltmeister 2007
- WBO-Intercontinental-Champion 2005
- EU-Meister 2004
- Deutscher Meister 2004
- Internationaler Deutscher Meister 2003

## Liste der Profikämpfe
| 56 Siege (40 K.-o.-Siege), 9 Niederlagen, 3 Unentschieden |               |                                                          |                                          | |
| Jahr                                                      | Tag           | Ort                                                      | Gegner                                   | Ergebnis für Arslan/Bemerkung                                                                                |
| 1997                                                      | 25. Januar    | Maritim Hotelgesellschaft, Stuttgart, Deutschland        | Zsolt Janko                              | Punktentscheidungssieg / 4 Runden                                                                            |
| 1997                                                      | 2. September  | Elephant & Castle Centre, Southwark, Großbritannien      | Kevin Mitchell                           | Punktentscheidungssieg / 4 Runden                                                                            |
| 1997                                                      | 29. November  | Tenten Vannieuwenhuyze, Ingelmunster, Belgien            | Roman Nikodem                            | Sieg / KO 2. Runde                                                                                           |
| 1998                                                      | 21. April     | Estadio Nuevo Vivero, Leganés, Spanien                   | Ladislav Olah                            | Sieg / TKO 2. Runde                                                                                          |
| 1998                                                      | 22. Juli      | Outrup Speedwaybone, Outrup, Dänemark                    | Patrik Akerlund                          | Punktsieg (mehrstimmig) / 6 Runden                                                                           |
| 1998                                                      | 14. November  | Rhein-Mosel-Halle, Koblenz, Deutschland                  | Wesly Dramasky                           | Sieg / KO 2. Runde                                                                                           |
| 1999                                                      | 27. März      | EnergieVerbund Arena, Dresden, Deutschland               | Zoltán Kovács                            | Sieg / KO 1. Runde                                                                                           |
| 1999                                                      | 19. Juni      | Wiener Stadthalle, Wien, Österreich                      | Frantisek Pacalaj                        | Sieg / TKO 2. Runde                                                                                          |
| 1999                                                      | 21. August    | Freiberger Arena, Dresden, Deutschland                   | Zoltán Béres                             | Punktentscheidungssieg / 8 Runden                                                                            |
| 1999                                                      | 16. Oktober   | Rhein-Mosel-Halle, Koblenz, Deutschland                  | Zoltan Petranyi                          | Sieg / KO 3. Runde                                                                                           |
| 2000                                                      | 27. Mai       | Rhein-Mosel-Halle, Koblenz, Deutschland                  | Yves Monsieur                            | Sieg / KO 2. Runde                                                                                           |
| 2000                                                      | 13. Juli      | York Hall, London, Großbritannien                        | Chris Woollas                            | Sieg / TKO 2. Runde                                                                                          |
| 2000                                                      | 31. Oktober   | Novotel Hotel, London, Großbritannien                    | Tony Booth                               | Sieg / TKO 2. Runde                                                                                          |
| 2000                                                      | 8. Dezember   | National Sports Centre, London, Großbritannien           | Collice Mutizwa                          | Punktentscheidungsniederlage / 6 Runden                                                                      |
| 2001                                                      | 19. Mai       | Maritim Hotelgesellschaft, Köln, Deutschland             | Rüdiger May deutsche Meisterschaft (BDB) | Punktniederlage (einstimmig) / 10 Runden                                                                     |
| 2001                                                      | 8. Oktober    | Metrodome, Barnsley, Großbritannien                      | Mark Hobson                              | Sieg / TKO 7. Runde                                                                                          |
| 2002                                                      | 8. Juni       | Fernwaldhalle, Gießen, Deutschland                       | Mihai Iftode                             | Punktentscheidungssieg / 4 Runden                                                                            |
| 2002                                                      | 15. Juni      | Stadthalle Kandel, Kandel (Pfalz), Deutschland           | Cosmin Pocora                            | Sieg / KO 1. Runde                                                                                           |
| 2002                                                      | 7. September  | Neuwieder Heimathaus, Neuwied, Deutschland               | Mircea Telecan                           | Sieg / TKO 2. Runde                                                                                          |
| 2003                                                      | 24. Mai       | Neuwieder Heimathaus, Neuwied, Deutschland               | Bruce Özbek                              | Punktsieg (einstimmig) / 10 Runden Internationale deutsche Meisterschaft (BDB)                               |
| 2003                                                      | 16. August    | Nürburgring, Nürburg, Deutschland                        | Vadim Tokarev                            | Unentschieden / Punktentscheidung 12 Runden IBF-Intercontinental-Weltmeisterschaft                           |
| 2003                                                      | 12. Dezember  | Hotel Hilton, Prag, Tschechische Republik                | Luboš Šuda                               | Punktniederlage (einstimmig) / 12 Runden WBA-Interim-Intercontinental-Meisterschaft                          |
| 2004                                                      | 17. Januar    | Rhein-Mosel-Halle, Koblenz, Deutschland                  | Mircea Telecan                           | Sieg / TKO 2. Runde                                                                                          |
| 2004                                                      | 20. März      | Maritim Hotelgesellschaft, Köln, Deutschland             | Marco Heinichen                          | Sieg / KO 5. Runde vakante deutsche Meisterschaft (BDB)                                                      |
| 2004                                                      | 31. Juli      | Hanns-Martin-Schleyer-Halle, Stuttgart, Deutschland      | Lee Manuel Ossie                         | Punktsieg (einstimmig) / 10 Runden vakante EBU-Europameisterschaft                                           |
| 2005                                                      | 18. Januar    | Kugelbake-Halle, Cuxhaven, Deutschland                   | Alexander Petkovic                       | Sieg / TKO 7. Runde vakante WBO-Intercontinental-Weltmeisterschaft                                           |
| 2005                                                      | 28. Mai       | Hanns-Martin-Schleyer-Halle, Stuttgart, Deutschland      | Wlodek Kopec                             | Sieg / KO 1. Runde                                                                                           |
| 2005                                                      | 15. November  | Hohenstaufenhalle, Göppingen, Deutschland                | Carlos Cruzat                            | Punktsieg (einstimmig) / 12 Runden WBO-Intercontinental-Titelverteidigung                                    |
| 2006                                                      | 23. Mai       | Sportna Dvoran Center, Ptuj, Slowenien                   | Gabor Halasz                             | Sieg / TKO 2. Runde WBO-Intercontinental-Titelverteidigung                                                   |
| 2006                                                      | 28. Oktober   | Porsche-Arena, Stuttgart, Deutschland                    | Grigory Drozd                            | Sieg / TKO 5. Runde                                                                                          |
| 2007                                                      | 16. Juni      | SYMA Sport & Leisure Center, Budapest, Ungarn            | Valery Brudov                            | Punktsieg (mehrstimmig) / 12 Runden WBA-Interim-Weltmeisterschaft                                            |
| 2007                                                      | 24. November  | Freiberger Arena, Dresden, Deutschland                   | Virgil Hill                              | Punktsieg (einstimmig) / 12 Runden WBA-Weltmeisterschaft                                                     |
| 2008                                                      | 3. Mai        | Hanns-Martin-Schleyer-Halle, Stuttgart, Deutschland      | Darnell Wilson                           | Punktsieg (einstimmig) / 12 Runden WBA-Titelverteidigung                                                     |
| 2008                                                      | 27. September | Color Line Arena, Hamburg, Deutschland                   | Guillermo Jones                          | Niederlage / TKO 10. Runde WBA-Titelverteidigung                                                             |
| 2010                                                      | 3. Juli       | Porsche-Arena, Stuttgart, Deutschland                    | Steve Herelius                           | Niederlage / Aufgabe 11. Runde WBA-Interim-Weltmeisterschaft                                                 |
| 2011                                                      | 1. April      | Digibet Pferdesportpark, Berlin-Lichtenberg, Deutschland | Michal Bilak                             | Sieg / TKO 3. Runde                                                                                          |
| 2011                                                      | 15. Juli      | EWS Arena, Göppingen, Deutschland                        | Luboš Šuda                               | Sieg / TKO 5. Runde vakante PABA-Meisterschaft vakante IBF-International-Weltmeisterschaft                   |
| 2012                                                      | 28. Januar    | Grand Elysée, Hamburg, Deutschland                       | Orlando Antonio Farias                   | Sieg / TKO 2. Runde                                                                                          |
| 2012                                                      | 11. Mai       | EWS Arena, Göppingen, Deutschland                        | Alexander Alekseev                       | Unentschieden / Mehrheitsentscheidung EBU-Europameisterschaft vakante WBO-Intercontinental-Weltmeisterschaft |
| 2012                                                      | 3. November   | Gerry-Weber-Stadion, Halle (Westf.), Deutschland         | Marco Huck                               | Punktniederlage (einstimmig) / 12 Runden WBO-Weltmeisterschaft                                               |
| 2013                                                      | 27. April     | Sporthalle Hamburg, Hamburg, Deutschland                 | Varol Vekiloğlu                          | Punktsieg (einstimmig) / 10 Runden                                                                           |
| 2014                                                      | 25. Januar    | Hanns-Martin-Schleyer-Halle, Stuttgart, Deutschland      | Marco Huck                               | Niederlage / TKO 6. Runde WBO-Weltmeisterschaft                                                              |
| 2014                                                      | 7. Juni       | Sport- und Kongresshalle, Schwerin, Deutschland          | Tamas Bajzath                            | Punktsieg (einstimmig) / 8 Runden                                                                            |
| 2014                                                      | 16. August    | Erfurter Messe, Erfurt, Deutschland                      | Yoan Pablo Hernández                     | Punktniederlage (einstimmig) / 12 Runden IBF-Weltmeisterschaft                                               |
| 2015                                                      | 2. Mai        | ASV Halle, Dachau, Deutschland                           | Gyula Bozai                              | Punktsieg (einstimmig) / 8 Runden                                                                            |
| 2015                                                      | 7. November   | MHPArena, Ludwigsburg, Deutschland                       | Paata Aduashvili                         | Sieg / KO 2. RundeWBC-Eurasia Pacific Boxing-Titelkampf                                                      |
| 2016                                                      | 4. Juni       | Autohaus Dürkop, Kassel, Deutschland                     | Claudio Morroni Porto                    | Sieg / KO 1. Runde                                                                                           |
| 2016                                                      | 17. September | EWS Arena, Göppingen, Deutschland                        | Nuri Seferi                              | Punktsieg (einstimmig) WBO-Interkontinental-Titelkampf                                                       |
| 2017                                                      | 18. März      | Silence Hotel, Istanbul, Türkei                          | Gezim Tahiri                             | Sieg nach Aufgabe / 2. Runde                                                                                 |
| 2017                                                      | 15. Juli      | EWS Arena, Göppingen, Deutschland                        | Goran Delic                              | Sieg / TKO 6. Runde WBO-Interkontinental-Titelkampf                                                          |
| 2017                                                      | 7. Oktober    | Hanns-Martin-Schleyer-Halle, Stuttgart, Deutschland      | Alejandro Emilio Valori                  | Sieg / KO 7. Runde                                                                                           |
| 2018                                                      | 19. Mai       | Spor Salonu, Trabzon, Türkei                             | Isaac Paakwesi Ankrah                    | Sieg / KO 1. Runde WBO-Interkontinental-Titelkampf                                                           |
| 2018                                                      | 16. Juni      | Wildparkstadion, Karlsruhe, Deutschland                  | Pablo Matias Magrini                     | Sieg / KO 1. Runde GBU-Titelkampf                                                                            |
| 2018                                                      | 22. September | Haldun Alagas Sports Complex, Istanbul, Türkei           | Pascal Abel Ndomba                       | Sieg / KO 2. Runde GBU-Titelkampf                                                                            |
| 2018                                                      | 17. November  | EWS Arena, Göppingen, Deutschland                        | Sefer Seferi                             | Unentschieden / Mehrheitsentscheidung 12 Runden WBO-Interkontinental-Titelkampf GBU-Titelkampf               |
| 2019                                                      | 13. April     | Ülker Sports Arena, Istanbul, Türkei                     | Ricardo Marcelo Ramallo                  | Sieg / TKO 3. Runde GBU-Titelkampf                                                                           |
| 2019                                                      | 22. Juni      | Argensporthalle, Wangen im Allgäu, Deutschland           | Cesar David Crenz                        | Sieg / KO 2. Runde                                                                                           |
| 2019                                                      | 14. September | Verti Music Hall, Berlin-Friedrichshain, Deutschland     | Sami Enbom                               | Sieg / KO 3. Runde                                                                                           |
| 2020                                                      | 8. Februar    | EWS Arena, Göppingen, Deutschland                        | Kevin Lerena                             | Niederlage / TKO 6. Runde IBO-Weltmeisterschafts-Titelkampf                                                  |
| 2021                                                      | 6. März       | Firat Arslan Sportcenter, Göppingen, Deutschland         | Gusmyr Perdomo                           | Sieg / TKO 3. Runde                                                                                          |
| 2021                                                      | 24. Juli      | Firat Arslan Sportcenter, Göppingen, Deutschland         | Ruben Eduardo Acosta                     | Sieg / TKO 4. Runde                                                                                          |
| 2021                                                      | 4. Dezember   | Sartory-Säle, Köln, Deutschland                          | Alejandro Berrio                         | Sieg / TKO                                                                                                   |
| 2022                                                      | 26. März      | Firat Arslan Sportcenter, Göppingen, Deutschland         | Toni Thes                                | Sieg / TKO 2. Runde                                                                                          |
| 2022                                                      | 15. Juli      | Historische Stadthalle, Wuppertal, Deutschland           | Juan Rodolfo Juarez                      | Sieg / TKO 2. Runde                                                                                          |
| 2022                                                      | 17. Dezember  | Firat Arslan Sportcenter, Göppingen, Deutschland         | Jackson Dos Santos                       | Sieg / TKO 2. Runde                                                                                          |
| 2023                                                      | 27. Mai       | Helios Arena, Villingen-Schwenningen                     | Ibrahim Yildirim                         | Sieg / KO 1. Runde                                                                                           |
| 2023                                                      | 21. Oktober   | EWS Arena, Goeppingen                                    | Edin Puhalo                              | Sieg / TKO 6. Runde                                                                                          |
| 2024                                                      | 12. Oktober   | Firat Arslan Sportcenter, Göppingen, Deutschland         | Angel Gabriel Ledesma                    | Sieg / KO 2. Runde                                                                                           |
| (Quelle: BoxRec-Datenbank)                                |               |                                                          |                                          | |

## Privates
Arslan ist verheiratet und hat drei Kinder. Er lebt in Donzdorf und betreibt in Göppingen eine Sportschule für Boxen und Kickboxen.